# Ashley Roberts
Ashley Allen Roberts (1981. szeptember 14., Phoenix, Arizona –) amerikai táncos és énekes. Jelenleg a Pussycat Dolls nevű együttes tagja.

## Élete

### Családja
Van egy fiútestvére. Édesapja egy zenekar dobosa volt.

### Korai évei
Roberts már 3 éves kora óta táncol. Ritmikus sportgimnasztikával kezdte, de megunta, és elkezdett modern és street tánccal foglalkozni. A középiskola elvégzése után Los Angelesbe költözött, és szerepeket kapott különféle reklámokban és videóklipekben.
Robin Antin felfigyelt a fiatal lány tehetségére és azonnal beválasztotta a Pussycat Dolls nevű lánycsapatba.

### Pályafutása
A csapatbeli beceneve Angel Doll. 2008-ban táncos szerepet kapott a Make It Happen c. filmben mint Brooke.

## Filmográfia
| Év   | Film           | Szerep | Megjegyzések |
| ---- | -------------- | ------ | ------------ |
| 2008 | Make It Happen | Brooke |              |